# Фонтана, Паоло
Паоло Антонио Доменико Фонтана  (итал. Paolo Antonio Domenico Fontana, пол. Paweł Antoni Fontana; 28 октября 1696, Кастелло,  Италия — † 17 марта 1765, Изяслав) — итальянский архитектор, работавший в Речи Посполитой. Представитель позднего барокко, близкого к виленскому. Поручик артиллерии Великого Княжества Литовского.

## Биография
Происходит из небогатой семьи Джакомо Доменико Фонтана и Марты Беллотти, из селения Кастелло в долине Валь-ди-Соле (итал. Val di Sole), провинции Тренто. Из этих мест происходила большая часть итальянских зодчих позднего барокко.
Неизвестно, где Фонтана получил образование. 2 марта 1723 он уехал из Италии в поисках лучшей жизни в Речь Посполитую. До апреля 1726 жил в Варшаве, и тогда, при содействии известного архитектора Джузеппе Фонтана поступил на службу к одному из влиятельнейших магнатов, коронному маршалку Павлу Карлу Сангушку. Этот период жизни архитектора был наиболее продуктивным.
Он создаёт типичные для своего творчества и одновременно яркие образцы сакральной архитектуры, а именно, собор Св. Анны в Любартуве, собор Св. Людвика в Влодаве, собор и монастырь отцов Реформатов в Раве-Русской, Греко-католический кафедральный собор в Хелме.
В 1730 году вступил в брак с первой женой Марианной Суфчинской (пол. Marianna Suffczyńska).
В период 1730-40 получил звание поручика артиллерии Великого Княжества Литовского, правда полностью формальное.
В 1745 вернулся в Италию, однако уже в следующем году подписал новый контракт на службу при дворе князя Павла Карла Сангушко, теперь уже в Изяславе.
После смерти жены, женился повторно (ок. 1748) с Терезой Ромайрони (итал. Teresa Romaironi).
Хотя Фонтана отмечал строительный застой на Волыни, в те годы он строит собор и монастырь отцов Лазаритов в Изяславе, деревянный собор в Белогородке, Доминиканский собор в Виннице, Собор отцов Иезуитов в Кременце, Парафиальный собор в Чуднове, Собор Святого Иоанна Крестителя в Староконстантинове, Собор отцов Иезуитов в Житомире, дворец князей Сангушко в Изяславе (совместно с Якубом Фонтана (итал. Jakub Fontana).
После смерти князя Павла Карла Сангушко (1750) его амбициозная вдова Барбара Сангушко, строила грандиозные планы. Однако, пожилой возраст и болезни помешали архитектору реализовать их в полной мере. Кроме этого, Паоло Фонтана скучал по родине и всегда стремился вернуться туда, о чём свидетельствуют его письма и финансовая отчетность о приобретении имения в Италии.
Около 1764 архитектор окончательно теряет зрение. 17 марта 1765 Паоло Фонтана умер. Он был похоронен в Изяславе, но его могила не сохранилась. После его смерти, семья архитектора переехала во Львов.
Паоло Фонтана имел восьмерых детей, четверо из которых умерли в детстве.

## Работы
- Собор Св. Анны, Любартув

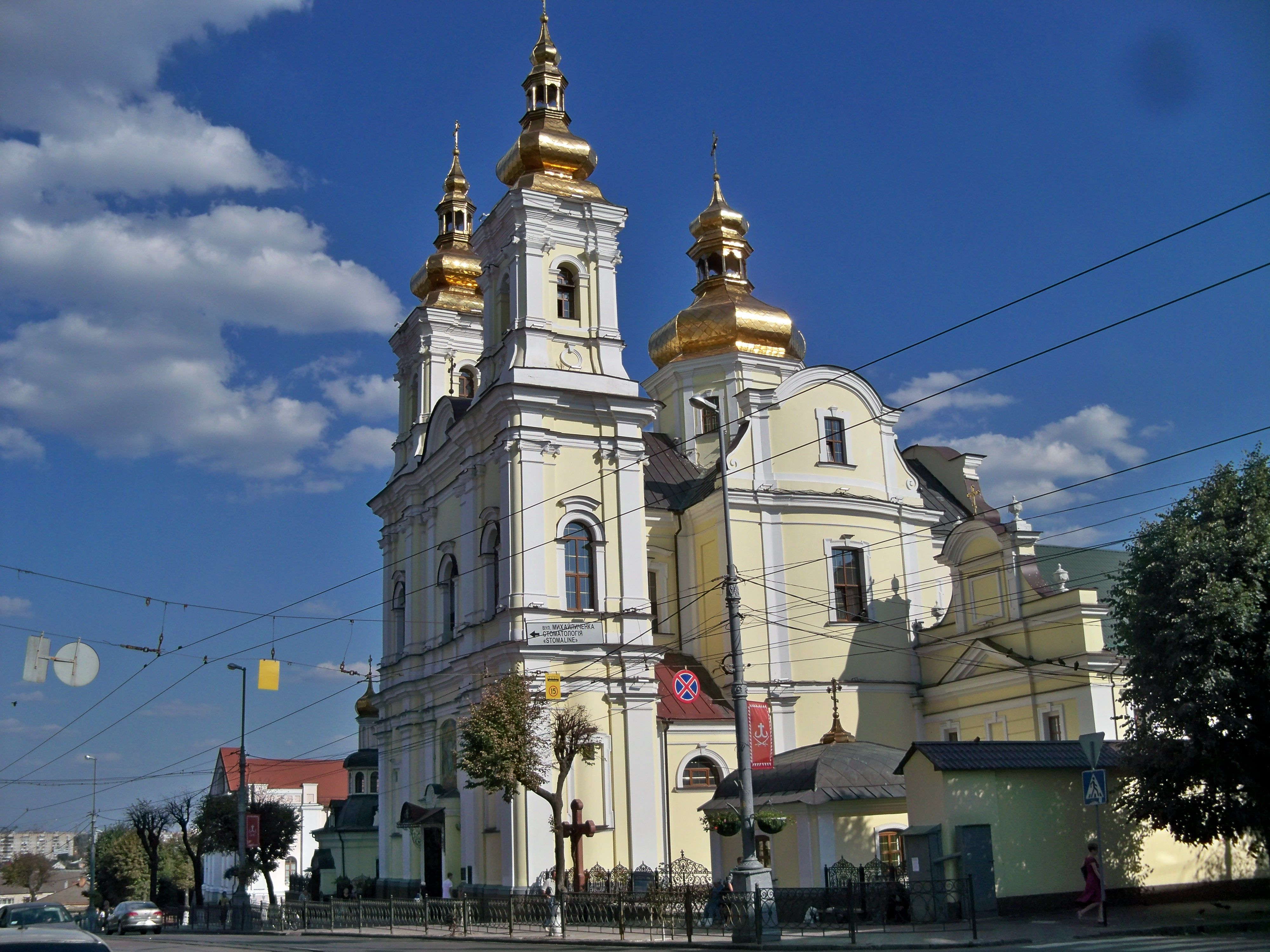
Винницкий собор

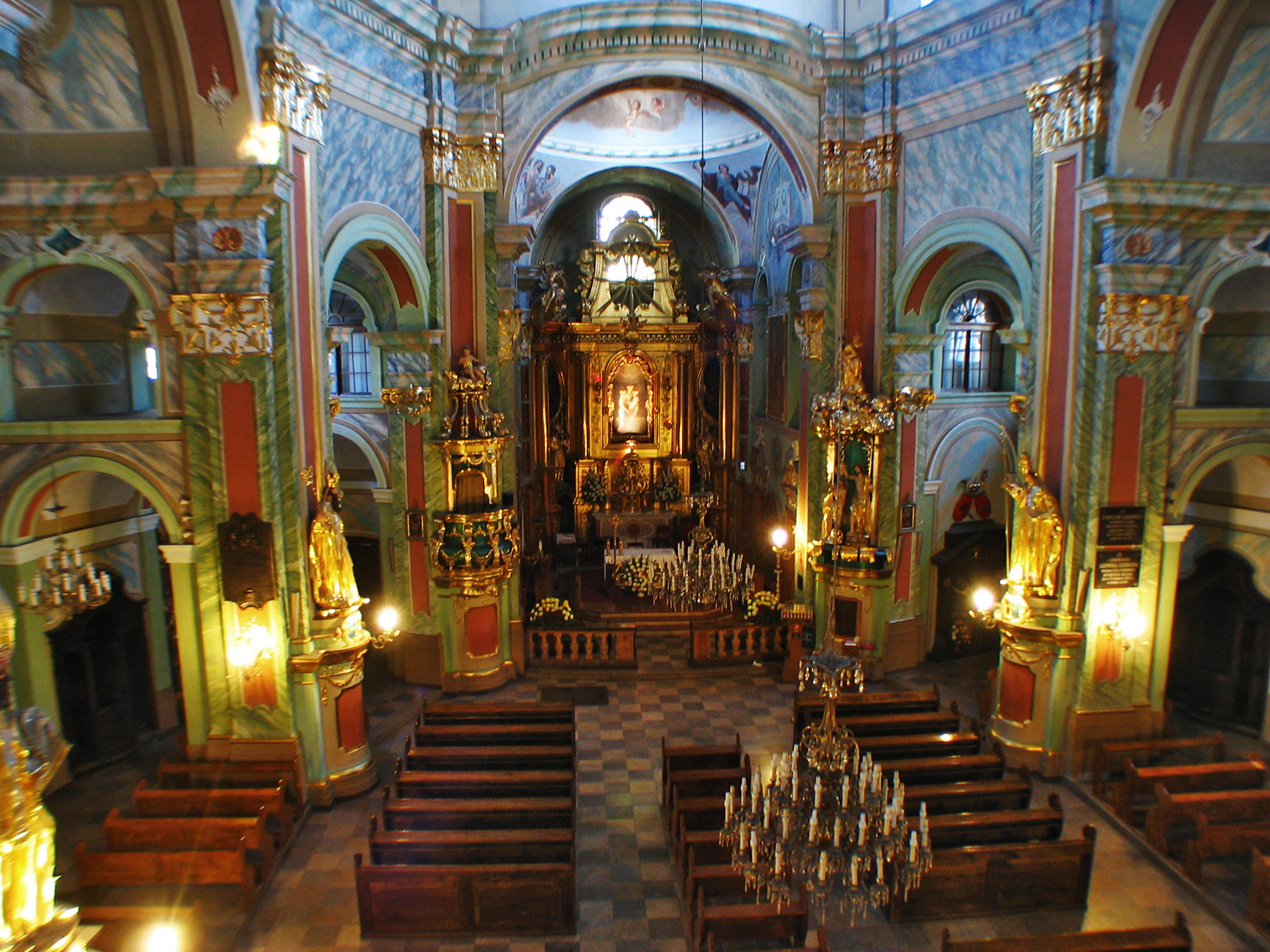
Аннинский костёл в Любартове

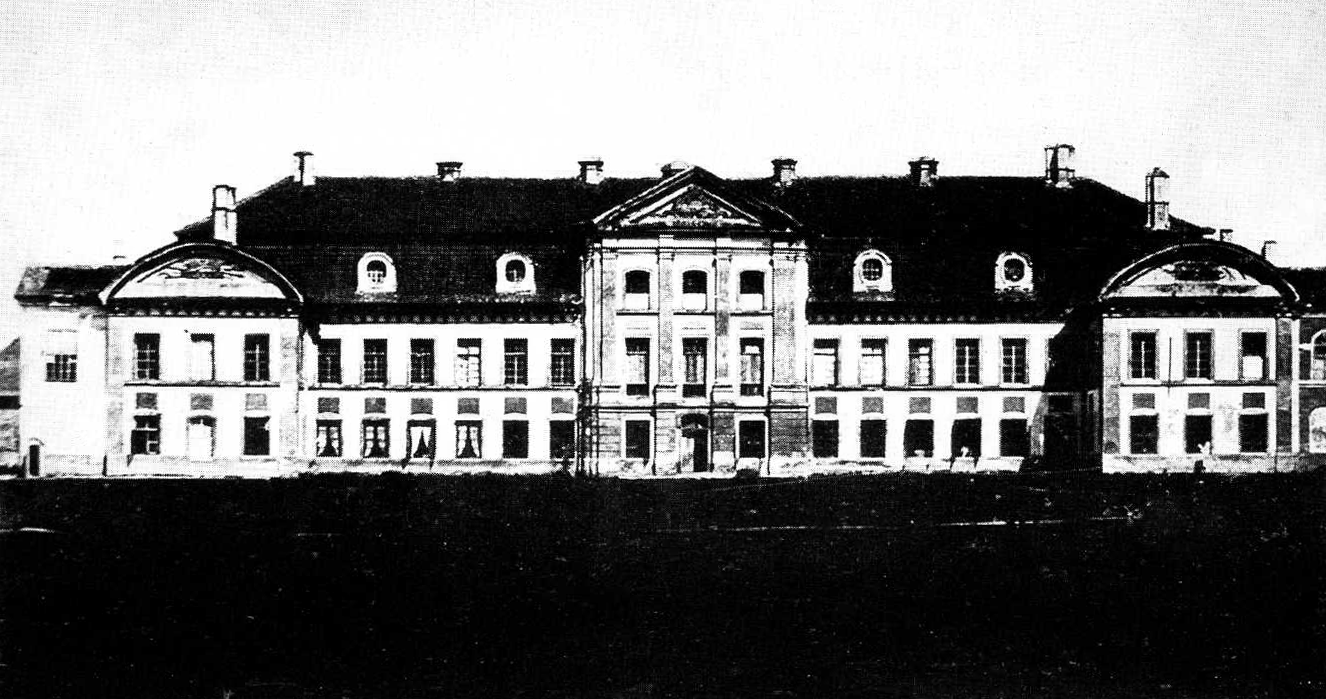
Дворец князей Сангушко в Изяславе

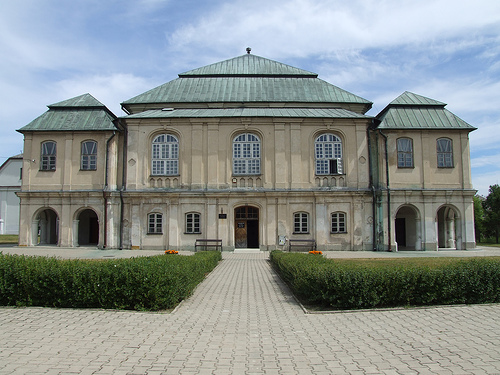
Большая синагога (Влодава)

- Собор и монастырь Капуцинов, Любартув
- Княжеский дворец и оранжерея при дворце князей Сангушко, Любартув
- Дворец князей Сангушко в Изяславе
- Дворец князей Сангушко, Варшава
- Монастырь отцов Доминиканцев, Раков
- Собор и монастырь отцов Реформатов, Рава-Русская
- Собор и монастырь отцов Реформатов, Судовая Вишня
- Собор Святых Игнатия Лойоли и Станислава Костки в Кременце
- Парафиальный собор, Чуднов
- Собор и монастырь отцов Пияров, Лукув
- Собор Св. Духа, Люблин
- Монастырь отцов Кармелитов, Люблин
- Собор и монастырь отцов Реформатов, Хелм
- Грекокатолический кафедральный собор, Хелм
- Собор Св. Людвика, Влодава
- Собор и монастырь сестёр Бригидок, Берестя
- Парафиальный собор, Остров
- Собор и монастырь отцов Капуцинов, Устилуг
- Собор отцов Иезуитов, Житомир
- Собор отцов Пияров, Хелм
- Доминиканский собор, Винница
- Собор Святого Иосифа и монастырь отцов Лазаритов, Изяслав
- Острожские ворота, Изяслав
- Собор и монастырь отцов Капуцинов, Староконстантинов
- Большая синагога (Влодава)

## Память
Одна из улиц г.Изяслав ныне носит имя Паолы Фонтаны. Прежде носила имя Розы Люксембург.